# ウラジーミル・デカノゾフ
ウラジーミル・ゲオルギエヴィチ・デカノゾフ（ロシア語: Владимир Георгиевич Деканозов, 1898年6月 - 1953年12月23日）は、ソビエト連邦の政治家、外交官、チェキスト。三等国家保安委員。

## 経歴
バクー出身。サラトフ大学とバキン大学の医学部で学ぶ。1918年、赤軍に入隊し、バクーで地下工作に従事する。1919年、アゼルバイジャン保健省、後に石油会社で働く。1920年5月、ロシア共産党（ボリシェビキ）に入党。
1921年6月、チェーカー機関に移り、アゼルバイジャン・チェーカー匪賊対策課全権代表となる。ここで、ラヴレンチー・ベリヤと知り合い、後に彼の庇護を得ることになる。1921年以降、アゼルバイジャン、グルジア、ザカフカーズ・チェーカーで指導職に就く。1927年7月-10月、グルジア共産党（ボリシェビキ）中央委員会責任教官。1928年1月、ザカフカーズ・ソビエト連邦社会主義共和国OGPU全権代表秘密課第2班長、1929年2月、グルジアGPU経済課長、1931年、OGPUザカフカーズ全権代表兼ザカフカーズGPU全権代表。1931年12月からグルジア共産党中央委員会輸送・補給担当書記。1934年2月-1936年10月、グルジア共産党中央委員会ソビエト貿易課主任。1936年8月、グルジア人民委員会議に移り、食料人民委員となり、1937年4月、グルジア・ゴスプラン議長と人民委員会議副議長を兼任。1937年-1950年、ソ連最高会議代議員。
ベリヤの内務人民委員任命後、1938年11月にモスクワに呼ばれ、同年12月、ソ連内務人民委員部（NKVD）国家保安総局第3課（防諜）長、第5課（諜報）長に任命された。更に国家保安総局副総局長を兼任し、ニコライ・エジョフの抜擢者に対する粛清においてベリヤの片腕となった。
1939年5月、デカノゾフはNKVDを離れ、ソ連外務人民委員代理（外務次官に相当）となり、ソ連の外交方針は、ドイツとの同盟とバルト諸国の併合に方針転換された。1939年から全ロシア共産党中央委員会委員候補、1941年-1952年、委員。1940年夏、ソ連に併合されたリトアニアに派遣され、「反ソ分子」逮捕のキャンペーンを展開した。1940年11月、外務人民委員代理のまま、駐独全権代表に任命された。しかし、状況を把握できず、アドルフ・ヒトラーのソ連侵攻計画を知らないまま、独ソ開戦の1941年6月22日までドイツに留まった。それにも拘らず、ソ連帰国後もポストを維持し、1943年6月、非常全権大使の地位すら授与された。
1947年3月19日、デカノゾフは外務省から外され、同年9月29日、ソ連閣僚会議附属ソビエト国外財産総局副総局長に任命されたが1949年9月29日に解任。1952年6月4日、閑職であるソ連閣僚会議附属ラジオ放送委員会委員に任命され、モスクワ放送局人事局長も勤めた。ヨシフ・スターリンの死とベリヤの一時的復活後、1953年4月10日からグルジア・ソビエト社会主義共和国内務人民委員となった。ベリヤ失脚後、6月30日に逮捕。12月23日、ソ連最高裁判所特別部会により、死刑を言い渡され、銃殺。